# Kanton Le Mortainais
Der Kanton Le Mortainais ist seit 2015 ein französischer Wahlkreis im Arrondissement Avranches, im Département Manche und in der Region Normandie; sein Hauptort ist Mortain-Bocage.

## Gemeinden
Der Kanton besteht aus 17 Gemeinden mit insgesamt 18.915 Einwohnern (Stand: 1. Januar 2022) auf einer Gesamtfläche von 288,08 km²:
| Gemeinde                  | Einwohner 1. Januar 2022 | Fläche km² | Dichte Einw./km² | Code INSEE | Postleitzahl |
| ------------------------- | ------------------------ | ---------- | ---------------- | ---------- | ------------ |
| Barenton                  | 1.166                    | 34,88      | 33               | 50029      | 50720        |
| Beauficel                 | 119                      | 9,13       | 13               | 50040      | 50150        |
| Brouains                  | 140                      | 3,79       | 37               | 50088      | 50150        |
| Chaulieu                  | 287                      | 10,64      | 27               | 50514      | 50150        |
| Gathemo                   | 268                      | 10,41      | 26               | 50195      | 50150        |
| Ger                       | 818                      | 39,78      | 21               | 50200      | 50850        |
| Le Fresne-Poret           | 222                      | 10,08      | 22               | 50193      | 50850        |
| Le Neufbourg              | 399                      | 2,25       | 177              | 50371      | 50140        |
| Le Teilleul               | 1.692                    | 66,89      | 25               | 50591      | 50640        |
| Mortain-Bocage            | 2.954                    | 62,63      | 47               | 50359      | 50140        |
| Perriers-en-Beauficel     | 207                      | 9,30       | 22               | 50397      | 50150        |
| Romagny Fontenay          | 1.247                    | 36,31      | 34               | 50436      | 50140        |
| Saint-Barthélemy          | 338                      | 6,81       | 50               | 50450      | 50140        |
| Saint-Clément-Rancoudray  | 548                      | 32,10      | 17               | 50456      | 50140        |
| Saint-Cyr-du-Bailleul     | 349                      | 23,41      | 15               | 50462      | 50720        |
| Saint-Georges-de-Rouelley | 529                      | 20,52      | 26               | 50474      | 50720        |
| Sourdeval                 | 3.040                    | 51,87      | 59               | 50582      | 50150        |
| Kanton Le Mortainais      | 14.323                   | 430,80     | 33               | 5016       | –            |

## Veränderungen im Gemeindebestand seit der landesweiten Neuordnung der Kantone
2016:
- Fusion Bion, Mortain, Notre-Dame-du-Touchet, Saint-Jean-du-Corail und Villechien → Mortain-Bocage
- Fusion Fontenay und Romagny → Romagny Fontenay
- Fusion Sourdeval und Vengeons → Sourdeval
- Fusion Ferrières, Heussé, Husson, Le Teilleul und Sainte-Marie-du-Bois → Le Teilleul